# Gonçalo Esteves
Gonçalo do Lago Pontes Esteves (* 27. Februar 2004 in Aboim das Choças) ist ein portugiesischer Fußballspieler.

## Karriere

### Verein
Esteves begann seine Karriere bei ADC Aboim Sabadim, bevor er 2011 zum FC Porto wechselte, wo er zehn Jahre lang in der dortigen Jugendakademie ausgebildet wurde. Außerdem wurde er als Jugendspieler für eine Zeitlang an Padroense FC ausgeliehen. Esteves wechselte 2021 von Porto zu Sporting Lissabon. Er lebte sich bei seinem neuen Verein gut ein und beeindruckte bereits nach einer Woche den Trainer der ersten Mannschaft, Rúben Amorim, so sehr, dass er bei der ersten Mannschaft mittrainieren durfte. Sein erstes Tor für die B-Mannschaft erzielte er bei einem 2:0-Sieg gegen CD Cova da Piedade. Nach guten Leistungen in der Reservemannschaft wurde in die Liste der 60 größten Nachwuchstalente des Jahres 2021 des britischen Guardian aufgenommen.
Sein Debüt für Sportings erste Mannschaft in der Primeira Liga gab Esteves am 18. Dezember 2021 bei einem 3:0-Auswärtssieg bei Gil Vicente FC. Die Hinrunde der Saison 2022/23 verbrachte er dann leihweise beim Ligarivalen GD Estoril Praia und nach seiner Rückkehr spielte er wieder dauerhaft für die Reservemannschaft von Sporting. Von dort folgte im Januar 2024 eine weitere Leihe zum niederländischen Erstligisten AZ Alkmaar, wo er jedoch lediglich ein Pokalspiel für die erste Mannschaft bestritt und hauptsächlich in der zweiten Mannschaft in der zweiten Liga zum Einsatz kam.
Im Sommer 2024 kehrte Esteves zunächst nach Lissabon zurück, ehe ihn im August der italienische Erstligist Udinese Calcio verpflichtete und mit einem Vierjahresvertrag bis 2028 ausstattete. Drei Wochen nach diesem Transfer wechselte er leihweise in die Schweiz zum Yverdon Sport FC.

### Nationalmannschaft
Bisher absolvierte Estevez insgesamt 43 Partien für diverse portugiesische Jugendnationalmannschaften und erzielte dabei drei Treffer. Mit der U19-Auswahl nahm er im Juni 2023 an der U19-Europameisterschaft auf Malta teil und unterlag dort im Finale gegen Italien mit 0:1.

## Familiäres
Er ist der jüngere Bruder von Tomás Esteves (* 2002), der seit 2022 beim italienischen Zweitligisten Pisa Sporting Club unter Vertrag steht.